# Рунически камък
Рунически камък е камък с изрязани върху него руни.
Независимо че най-много по количество рунически паметници са оставили викингите през IX-XI век, най-ранните рунически камъни датират от IV век, най-късните – от XIX век. Основното число рунически камъни са открити в Скандинавия, останалите са разсеяни по места, които са посещавали скандинавците в епохата на викингите (включително и по Днепър чак до остров Березан).
На руническите камъни най-често са изрязвани изображения, но те не трябва да се бъркат с чисто картинните камъни, по които има само изображения.
Надписите върху руническите камъни най-често са кратки и се състоят от по няколко думи, представлявайки по същество заклинания. Наричат се футарк и могат да се четат както от ляво надясно, така и от дясно наляво. Този вид писменост се е използвал от славяните, келтите, германските племена и викингите. Съществуват различни видове рунически азбуки, в които броя на руните е различен – от 16 до 32. Традиционно за гадаене се е използвал древно-германският вариант, наречен още Старши футарк, състоящ се от 24 руни, разделени на три групи от по осем, наричани аети. Трите аета са наименувани на трима от скандинавските богове, а именно: Ает на Тир, Ает на Фрей и Ает на Хагал.
В келтската магия се е вярвало, че руните освен за предсказване на бъдещето могат и да го променят.

## Примери
- Гръцки рунически камъни
- Рунически камък от Рок